# Toʻrtkoʻlchi Toʻrtkoʻl
Toʻrtkoʻlchi Toʻrtkoʻl (uzb. «Toʻrtkoʻlchi» Toʻrtkoʻl futbol klubi, ros. Футбольный клуб «Турткулчи» Турткуль, Futbolnyj Kłub "Toʻrtkoʻlchi" Toʻrtkoʻl) – uzbecki klub piłkarski, mający siedzibę w mieście Toʻrtkoʻl w środkowo-zachodniej części kraju.

## Historia
Chronologia nazw:
- 1983: Tselinnik Toʻrtkoʻl (ros. «Целинник» Турткуль)
- 1991: Toʻrtkoʻlchi Toʻrtkoʻl (ros. «Турткулчи» Турткуль)

Piłkarska drużyna Tselinnik Toʻrtkoʻl została założona w miejscowości Toʻrtkoʻl, w Karakałpackiej Autonomicznej Repuplice Radzieckiej w 1983 roku. W 1983 zdobył mistrzostwo i Puchar Uzbeckiej SRR.
W 1984 zespół debiutował w Drugiej Lidze, strefie 7. W 1990 w związku z reorganizacją systemu lig ZSRR został zdeklasowany do Drugiej Niższej Ligi, strefy 9, w której występował do 1991 roku. W 1991 klub zmienił nazwę na Toʻrtkoʻlchi Toʻrtkoʻl. W 1992 był losowany w 1/16 finału Pucharu Uzbekistanu, ale klub został rozwiązany i nie przystąpił do rozgrywek.

## Sukcesy

### Trofea międzynarodowe
Nie uczestniczył w rozgrywkach azjatyckich (stan na 31-05-2015).

### Trofea krajowe
| \| \| Zdobyte trofea w rozgrywkach Związku Radzieckiego (stan na: 31-12-1991) \| |                                                                         |      |          |
| Rozgrywki                                                                        | Osiągnięcie                                                             | Razy | Sezon(y) |
| Mistrzostwo                                                                      | I miejsce                                                               | 0    |          |
| Mistrzostwo                                                                      | II miejsce                                                              | 0    |          |
| Mistrzostwo                                                                      | III miejsce                                                             | 0    |          |
| Puchar                                                                           | zdobywca                                                                | 0    |          |
| Puchar                                                                           | finalista                                                               | 0    |          |
| II liga                                                                          | I miejsce                                                               | 0    |          |
| II liga                                                                          | II miejsce                                                              | 0    |          |
| II liga                                                                          | III miejsce                                                             | 0    |          |
|                                                                                  | Zdobyte trofea w rozgrywkach Związku Radzieckiego (stan na: 31-12-1991) |      |          |

- Wtoraja liga ZSRR:
  - 6 miejsce w grupie: 1987
- Mistrzostwo Uzbeckiej SRR:
  - mistrz: 1983
- Puchar Uzbeckiej SRR:
  - zdobywca: 1983

## Stadion
Klub rozgrywał swoje mecze domowe na stadionie Markaziy w Toʻrtkoʻl, który może pomieścić 1,000 widzów.

## Piłkarze
Znani piłkarze:
- / Ravshan Haydarov
- / Stanislav Noskov
- / Ołeksandr Orynko

## Trenerzy
- 1984–1991:  Aziz Alimov